# César Henrique Martins
César Henrique Martins (Mairinque, 28 december 1992) is een Braziliaans voetballer die bij voorkeur als centrale verdediger speelt. Hij verruilde in 2014 AA Ponte Preta voor SL Benfica. Dat verhuurde hem gedurende het seizoen 2015-2016 aan CR Flamengo

## Clubcarrière
César komt uit de jeugd van CA Sorocaba. In 2013 werd hij uitgeleend aan AA Ponte Preta, om nadien definitief de overgang te maken naar de club uit Campinas. Op 2 juli 2014 werd de transfer van César naar SL Benfica bekend, hij zou rond de 3 miljoen euro gekost hebben. César tekende een vijfjarig contract bij de regerend landskampioen. 
1 Trubin ·
3 Carreras ·
4 Silva ·
6 Bah ·
7 Amdouni ·
8 Aursnes ·
9 Cabral ·
10 Kökçü ·
11 Di María ·
14 Pavlidis ·
16 Neto ·
17 Aktürkoğlu ·
18 Barreiro ·
20 Mário ·
21 Schjelderup ·
23 Meïté ·
24 Soares ·
25 Prestianni ·
28 Kaboré ·
30 Otamendi ·
32 Benjamín Rollheiser ·
36 Leonardo ·
37 Beste ·
44 Araújo ·
47 Gouveia ·
61 Luís ·
81 Bajrami ·
84 Rêgo ·
85 Sanches ·
Coach: Lage